# أجار
أجار قرية وبلدية تقع في ولاية لعصابة، وهي ولاية تقع في وسط موريتانيا. قدر عدد سكان «أجار» في عام 2000، بحوالي: 11331 نسمة.

## روابط خارجية
- موقع رسمي